# مدفن أسكيا
يشهد مدفن أسكيا المميَّز والهرمي الشكل الذي بناه سلطان السونغاي، أسكيا محمد، في العام 1495، في عاصمته مدينة غاو، على سلطة الإمبراطوريّة التي ازدهرت في القرنَيْن الخامس عشر والسادس عشر من جرّاء السيطرة على التجارة التي كانت تُمارَس عبر الصحراء، لا سيّما تجارة الملح والذهب وغناها. فمجموعة الآثار ومن ضمنها القبر الهرمي الشكل والمسجدان المسطّحَا السقف ومقبرة المسجد والمكان حيث كانت تدور الاجتماعات في الهواء الطلق، تمّ تشييدها عندما صارت غاو عاصمة إمبراطورية السونغاي وبعد أن جعل أسكيا محمد من الإسلام الديانة الرسميّة للإمبراطوريّة غداة عودته من مكّة المكرّمة.

## معرض

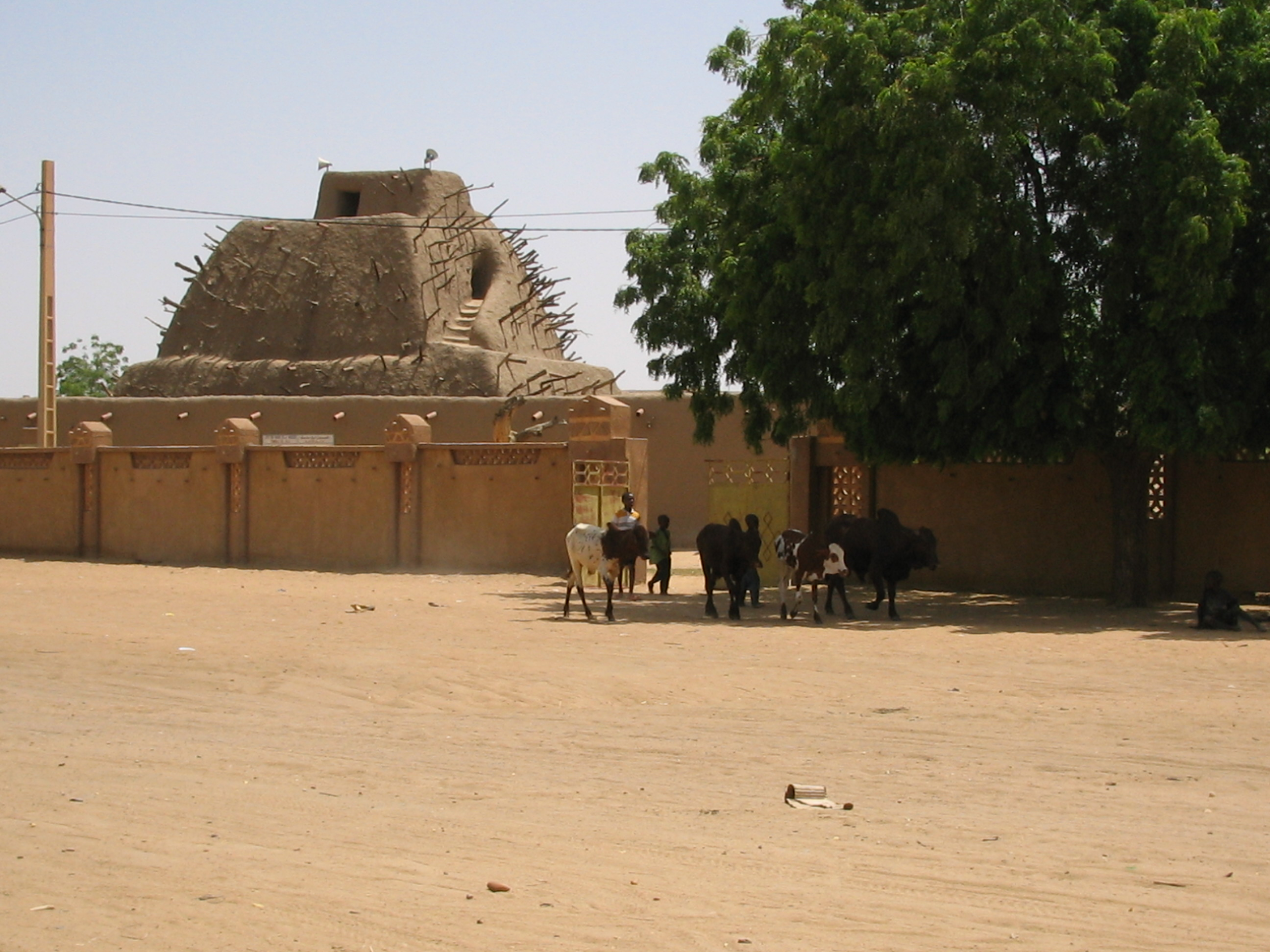
تومبو داسكيا في جاو
صورة قديمة للمدفن

## أعلام
- أسكيا محمد

## معرض الصور

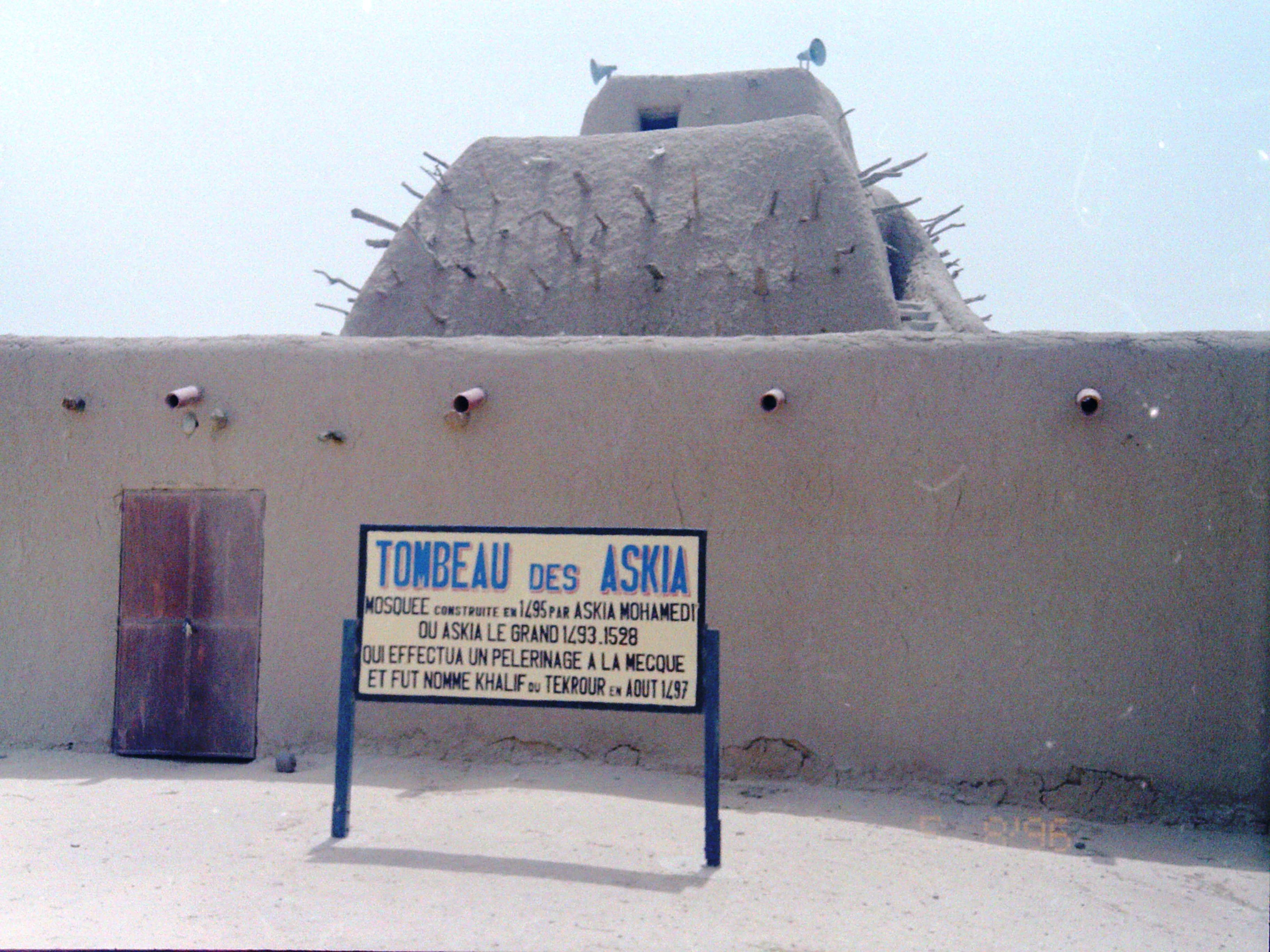
واجهة المدفن
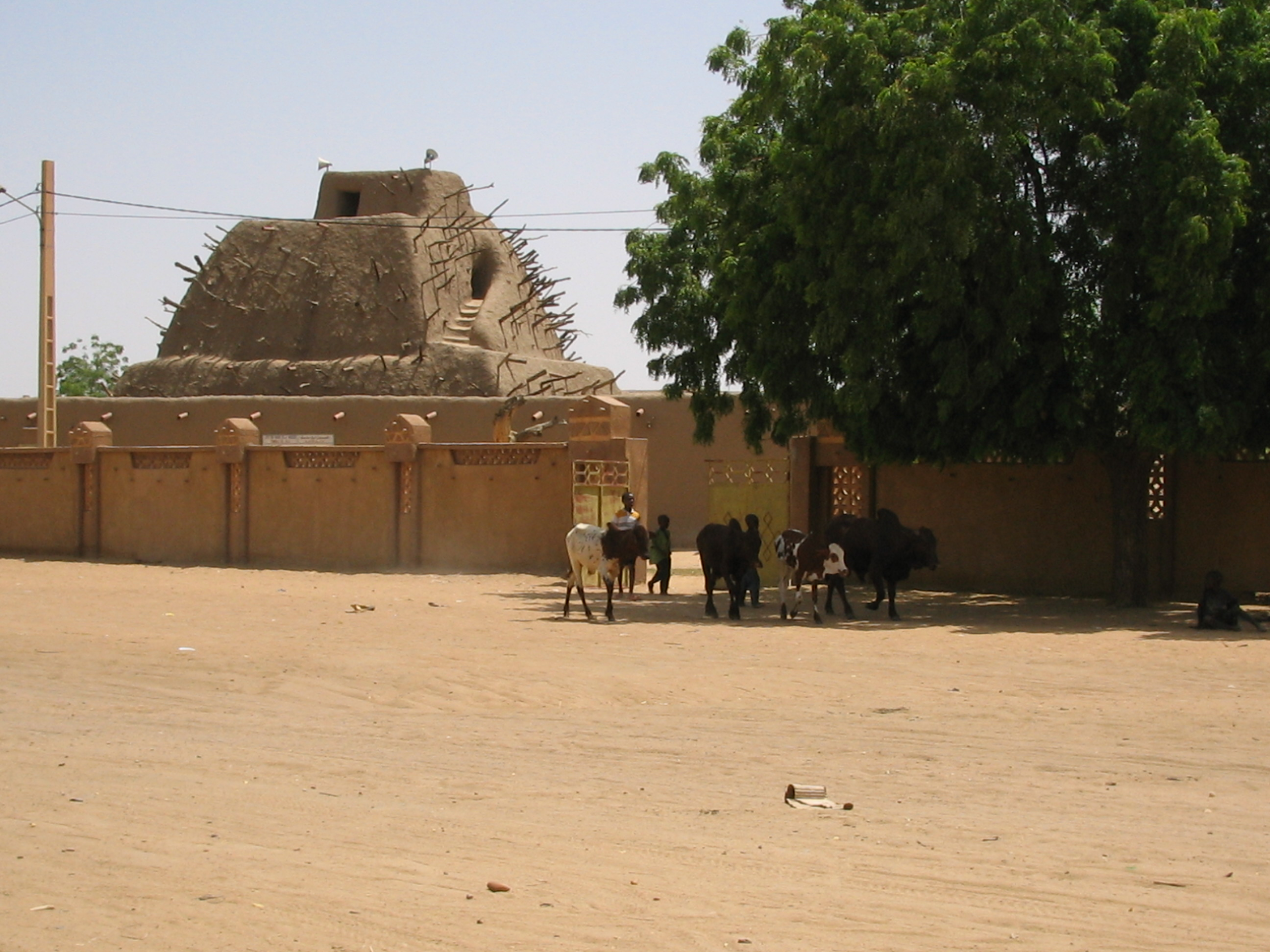